# Reading Lolita in Tehran (Film)
Reading Lolita in Tehran ist ein Filmdrama von Eran Riklis. Es erzählt die Geschichte einer Literaturdozentin im postrevolutionären Teheran, gespielt von Golshifteh Farahani, die sieben ihrer Studentinnen zusammentrommelt und eine Art Buchclub gründet, in dem sie im Iran verbotene westliche Klassiker lesen. Die israelisch-italienische Koproduktion basiert auf den gleichnamigen Memoiren von Azar Nafisi und feierte im November 2024 beim Tallinn Black Nights Film Festival ihre internationale Premiere. Der Kinostart des Films in Italien war am 21. November 2024. In Israel war er am 20. Februar 2025. In Deutschland soll der Film Anfang Dezember 2025 starten.

## Handlung
Nachdem Azar Nafisi in Oklahoma englische und amerikanische Literatur studiert und einen Bachelor- und Masterabschluss gemacht hat, kehrt sie im Sommer 1979 gemeinsam mit ihrem zweiten Ehemann, dem Bauingenieur Bijan Naderi, kurz vor Beginn der Islamischen Revolution zurück in den Iran. Nafisi hatte sich in den USA in der iranischen Studentenbewegung engagiert und ist überzeugt, dass sie einen Beitrag zur Revolution leisten kann, die bisher den Schah gestürzt hat. Sie entscheidet sich für eine Lehrtätigkeit an der Allameh-Tabataba'i-Universität, weil sie glaubt, sich so den von Tag zu Tag härter werdenden Auflagen der Regierung widersetzen zu können. Nafisi erkennt, dass sie irrt, als eines Tages nach Studentenprotesten eine ihrer 17-jährigen Studentinnen verhaftet, eingesperrt und anschließend hingerichtet wird.
Im Jahr 1995 gibt Nafisi ihre Lehrtätigkeit auf, unter anderem weil sie an der Universität den vorgeschriebenen Hijab nicht tragen wollte. Sie lädt sieben ihrer besten Studentinnen zu Vorlesungen und Debatten ein, die jeden Donnerstagmorgen in ihrem eigenen Haus stattfinden. Gemeinsam analysieren und studieren sie westliche Klassiker, die vom Regime verboten wurden, darunter Daisy Miller von Henry James, Der große Gatsby von F. Scott Fitzgerald und Lolita von Vladimir Nabokov.
Der Schlussteil des Films zeigt Nafisi mit ihrer Familie nach ihrer Emigration nach Washington, D.C.

## Produktion

### Literarische Vorlage

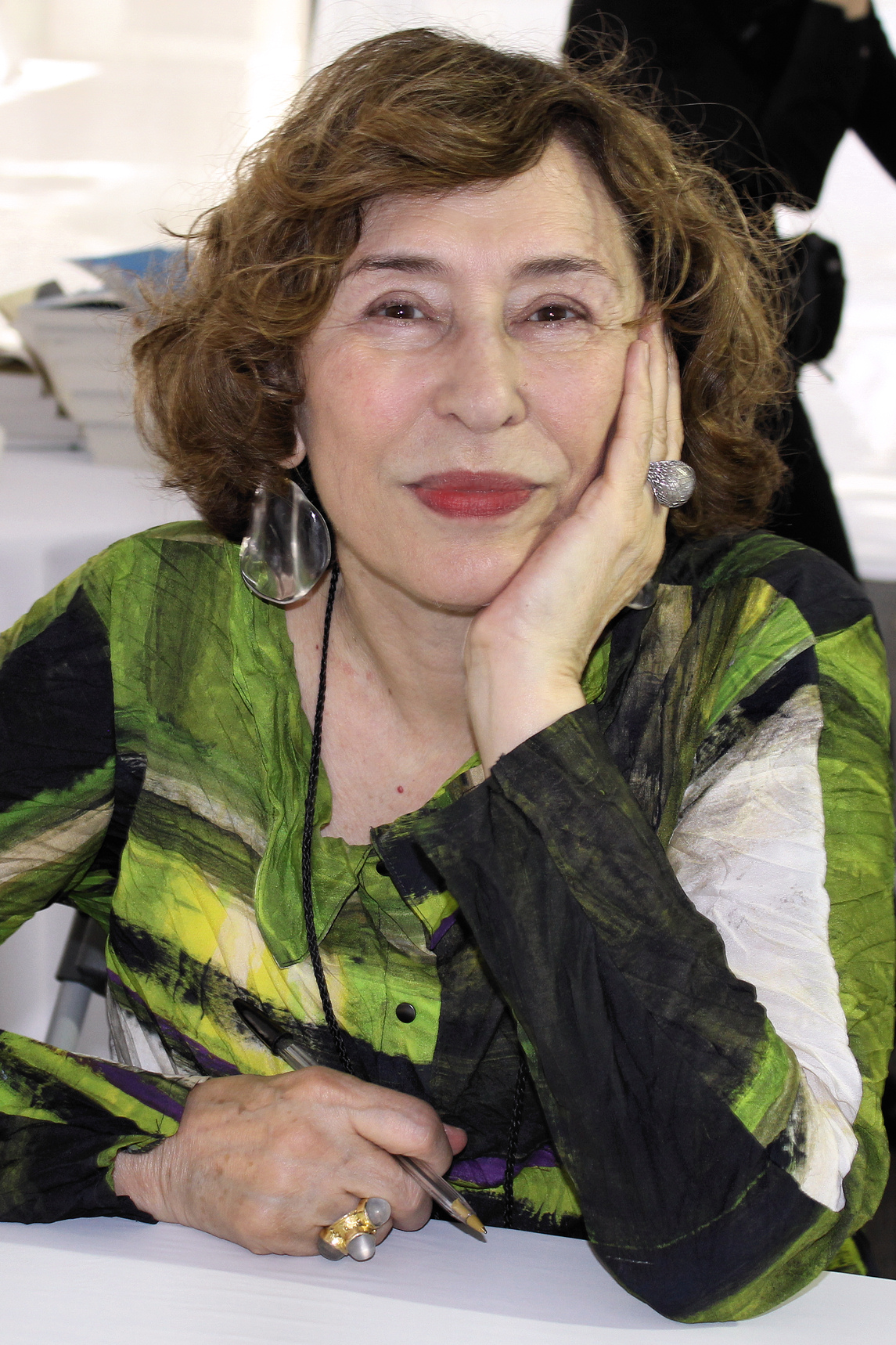
Der Film basiert auf den Memoiren von Azar Nafisi

Der Film basiert auf den Memoiren der iranisch-US-amerikanischen Schriftstellerin Azar Nafisi mit dem Titel Reading Lolita in Tehran. Der titelgebende Roman Lolita von Vladimir Nabokov erzählt die Geschichte von einem Mann mittleren Alters, der eine sexuelle Beziehung mit einem 12-jährigen pubertierenden Mädchen eingeht. In ihrem Buch geht Nafisi der Frage nach, welche Literatur heroisch und welche böse ist. Sie erlebte zwischen 1978 und 1981 die Kulturrevolution im Iran, erzählt in ihren Memoiren von ihrer Lehrtätigkeit an der Universität Teheran, wo sie sich weigerte, sich zu verschleiern, was ihren Ausschluss von der Universität zufolge hatte.
Im Jahr 1997 verließ Nafisi das Land und emigrierte mit ihrer Familie in die USA. Im selben Jahr nahm sie eine Professur an der School of Advanced International Studies an, wo sie bis heute unterrichtet.

### Regie, Drehbuch und Filmförderung
„Obwohl diese Geschichte in den 1980er und 1990er Jahren im Teheran spielt, ist ihr Wesen zeitlos. Sie könnte überall und jederzeit spielen; deshalb fühlte ich mich so damit verbunden.“

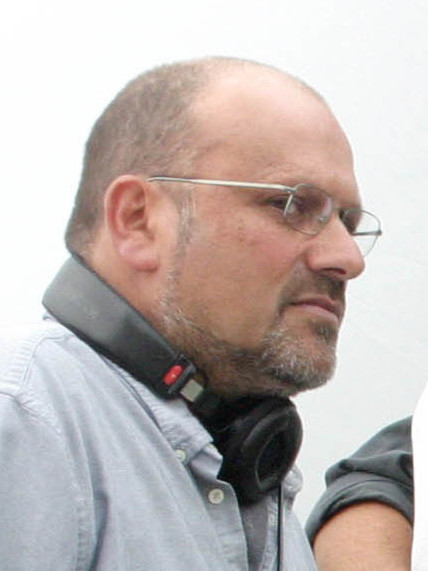
Regisseur Eran Riklis

Regie führte Eran Riklis. Der israelische Regisseur wurde besonders für Filme wie Die syrische Braut, Lemon Tree und Mein Herz tanzt bekannt. Für letzteren Film adaptierte er zwei autobiografische Romane von Sayed Kashua, Tanzende Araber und Zweite Person Singular. Riklis hatte Nafisis Memoiren im Jahr 2009 gelesen und einige Jahre später zwecks deren Verfilmung mit ihr Kontakt aufgenommen. Als er sie fragte, ob er als israelischer Regisseur ihre Geschichte erzählen könne, sagte sie ja. Zu dem Umstand, dass er als Mann bei einem Film, in dem es um starke Frauen geht, Regie führte, sagte Riklis: „Letztendlich geht es nicht darum, dass ich die Geschichte einer Frau erzähle; es geht darum, dass Frauen ihre eigene Geschichte erzählen, und ich bin nur da, um dabei zu helfen, diese einzufangen.“
Das auf Nafisis Memoiren basierende Drehbuch schrieb letztlich Marjorie David. Zu früheren Arbeiten der US-Amerikanerin gehören Shy People – Bedrohliches Schweigen von Andrei Kontschalowski aus dem Jahr 1987 und eine Reihe von Fernsehfilmen und -serien. Anders als im Buch beginnt Reading Lolita in Tehran im Sommer 1979, als Azar Nafisi mit ihrem Ehemann nach Teheran zurückkehrt. Der Film ist in vier Kapitel unterteilt, beginnend mit „Der große Gatsby“, das nach Nafisis Rückkehr nach Teheran spielt, gefolgt von „Lolita“, nachdem sie die Universität verlassen hat, und „Daisy Miller“ und „Stolz und Vorurteil“.
Der Film wurde mit über 2 Millionen Euro von der Direzione Generale Cinema e Audiovisivo des italienischen Kulturministeriums gefördert.

### Besetzung und Dreharbeiten

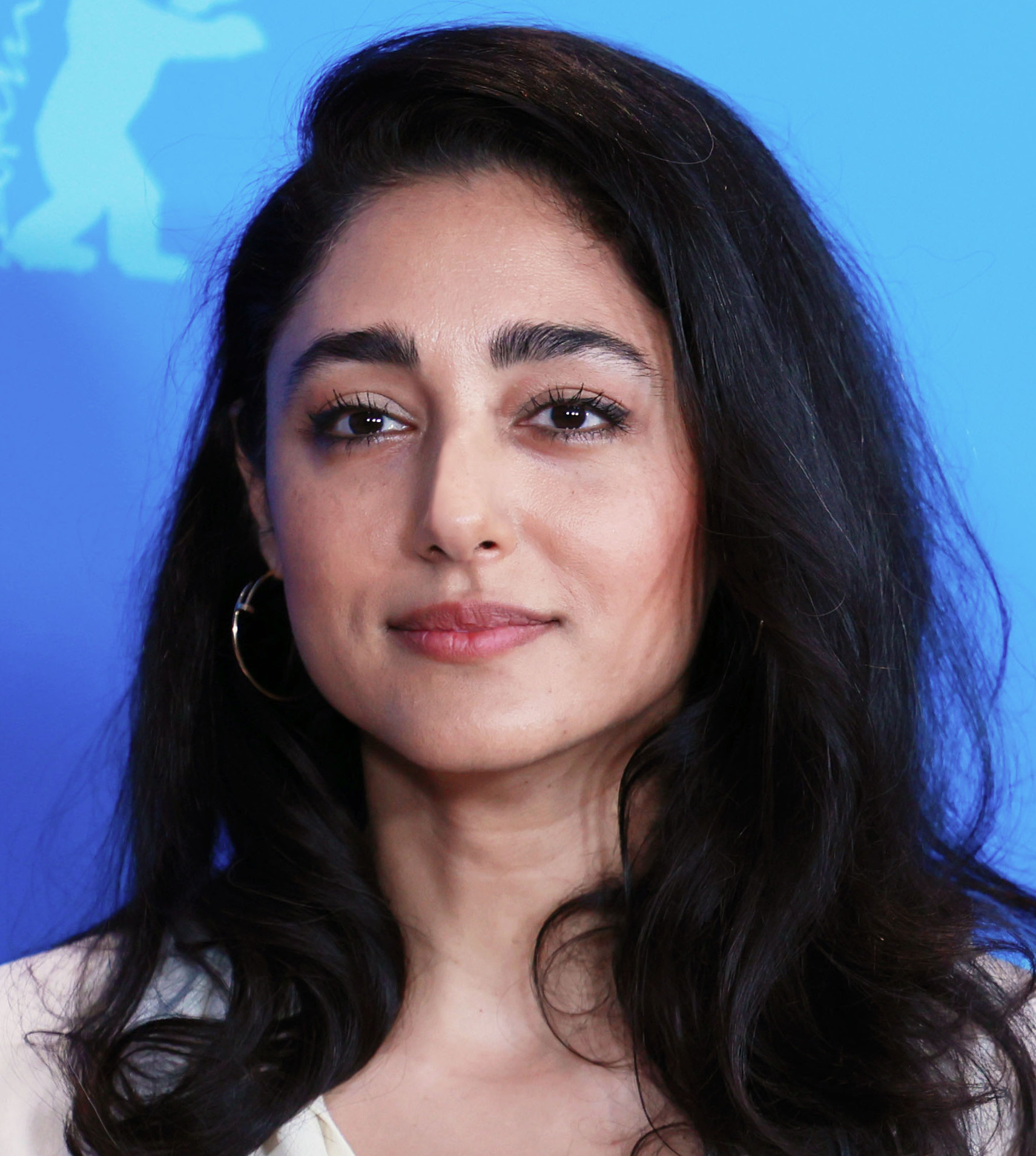
Die Iranerin Golshifteh Farahani spielt Azar Nafisi

Die Besetzung des Films besteht aus Schauspielern, die alle im Exil leben und im Iran „non grata“ sind. In den Hauptrollen sind Golshifteh Farahani, bekannt aus Paterson, als die gerade in den Iran zurückgekehrte Azar Nafisi und Zar Amir Ebrahimi, bekannt aus Holy Spider, als Sanaz, die den Protest der Frauen wie sie unterstützt, zu sehen. Reza Diako spielt Nafisis Studenten Bahri. Zu ihnen gesellen sich Raha Rahbari, Isabella Nefar, Bahar Beihaghi, Mina Kavani, Lara Wolf und Catayoune Ahmadi.
Die Dreharbeiten fanden in Italien statt. Als Kamerafrau fungierte Hélène Louvart. Der Regisseur und Louvart hatten sich gemeinsam dafür entschieden, dass die Kamera wie eine weitere Figur im Raum sein sollte, insbesondere in den Szenen mit den Frauen: „Sie war Teil ihrer Welt“, so Riklis. Sie nutzten die so entstandenen Nahaufnahmen, um das Publikum in die Geschichte hineinzuziehen und eine Intimität mit den Figuren herzustellen.

### Filmmusik und Veröffentlichung
Die Filmmusik komponierte Jonathan Riklis, der Sohn des Regisseurs. Mit ihm arbeitete er bereits für Mein Herz tanzt zusammen. Das Soundtrack-Album mit insgesamt 28 Musikstücken wurde im Mai 2025 von D-Music als Download veröffentlicht.
Die Premiere war am 19. Oktober 2024 beim Rome Film Fest. Die internationale Premiere des Films fand am 16. November 2024 beim Tallinn Black Nights Film Festival statt. Der Kinostart in Italien war am 21. November 2024. Im Januar 2025 wurde Reading beim Palm Springs International Film Festival gezeigt. In Israel ist der Kinostart am 20. Februar 2025 geplant. Im April 2025 erfolgten Vorstellungen beim Miami Film Festival. Ende Juni 2025 wurde er beim Nantucket Film Festival gezeigt. Der Deutschschweizer Kinostart von Reading Lolita in Tehran war am 3. Juli 2025. Im September 2025 wird der Film bei der Filmkunstmesse Leipzig gezeigt. Am 4. Dezember 2025 soll er in die deutschen Kinos kommen.

## Rezeption

### Kritiken
Lida Bach schreibt in ihrer Kritik für moviebreak.de, Regisseur und Drehbuchautor Eran Riklis lasse die beklemmenden Ereignisse für sich sprechen. Die unerschrockene Protagonistin dekonstruiere und demaskiere das repressive System, dessen Verbote nicht ideologische Macht bezeugen, sondern Angst. Auch wenn Riklis engagierte Verfilmung Azar Nafisis autobiografisch geprägten Romans nicht dessen Kraft und Komplexität erreiche, besteche das entschlossene Drama durch sein eindringliches Ensemble.

### Auszeichnungen
Festa del Cinema di Roma 2024
- Auszeichnung mit dem Publikumspreis
- Auszeichnung mit dem Sonderpreis der Jury für die weibliche Besetzung[8][17]

Miami Film Festival 2025
- Nominierung für den Marimbas Award[11]

Palm Springs International Film Festival 2025
- Nominierung für den Bridging the Borders Award[18]

Tallinn Black Nights Film Festival 2024
- Nominierung im Wettbewerb[9]